# Abdou Moumouni Dioffo
Pour les articles homonymes, voir Moumouni.
Abdou Moumouni Dioffo, né le 26 juin 1929 dans le département du Tessaoua au Niger et mort le 7 avril 1991 à Niamey, est un physicien nigérien.

## Biographie
Après des études scolaires à l'école régionale de Zinder et à l'école supérieure de Niamey, Abdou Moumouni Dioffo entre à l'École normale William-Ponty en 1944. Il obtient en 1948 son brevet de capacité coloniale — équivalent du baccalauréat — (option mathématiques élémentaires) au lycée Van Hollenhoven de Dakar,.
Il poursuit ensuite des études supérieures à Paris. Il est admis en préparation aux grandes écoles au lycée Saint-Louis en 1949-1951. Il obtient à l'université Paris-Sorbonne, une licence de sciences physiques en 1953, un diplôme d'études supérieures de sciences physiques en 1954 et un doctorat d'État des sciences physiques en 1967. La première thèse est intitulée « Étude théorique et expérimentale de la répartition de l'énergie du rayonnement concentré dans le plan focal de miroirs paraboliques précis », et la seconde « Étude théorique de caractéristiques optiques (réflexion, absorption, transmission) d'un système de lames diélectriques ». Abdou Moumouni Dioffo est aussi agrégé des sciences physiques . Il est membre fondateur de la Fédération des étudiants d'Afrique noire en France (FEANF), et fait partie des intellectuels africains qui soutiennent les positions indépendantistes de Sékou Touré, en Guinée.
Il est de retour en Afrique à partir des années 1960, lorsque de nombreux États de l'ancien empire colonial français obtiennent leur indépendance et se construisent. Il devient enseignant de lycée à Dakar, Conakry, Niamey, puis enseignant-chercheur à Bamako, Niamey, mais aussi Perpignan. En tant que chercheur, il crée et dirige le Laboratoire de l'énergie solaire de la République du Mali de 1964 à 1969. De retour au Niger en 1969, il y crée et dirige l'Office national de l'énergie solaire du Niger (ONERSOL) jusqu'en 1985. Il a à son actif plusieurs brevets d'invention.
Par la suite, il est le recteur de l'université de Niamey de 1979 à 1983, puis professeur de sciences physiques à la faculté des sciences de Niamey de 1989 à 1991. Le professeur et scientifique est alors régulièrement sollicité en tant que consultant en Algérie, en Tunisie, ou encore à l'UNESCO. Il publie plusieurs ouvrages dont L'Éducation en Afrique en 1964 ; Études théoriques et expérimentales de la répartition de l'énergie du rayonnement concentré dans le plan focal de miroirs paraboliques précis. Père de deux enfants, Abdou Moumouni Dioffo est marié à Aïssata Moumouni (docteur en mathématiques, enseignante puis ministre au Niger). Il préside enfin le conseil scientifique du CRES, de la CEAO et du CILSS de 1989 à 1991.
Il meurt le 7 avril 1991 à Niamey et repose à Kirtachi, son village natal. Après sa mort, une fondation est créée par ses parents, amis et collègues. L'université de Niamey porte son nom depuis août 1992.

## Distinctions
- Commandeur de l'Ordre national du Niger ;
- Officier des Palmes académiques du Niger ;
- Prix « Guinness Awards for scientific achievement » ;
- Diplôme de la médaille d'or de l'Organisation mondiale de la propriété intellectuelle.

## Principales publications
- 1964 : L'Éducation en Afrique, Paris, Maspero, 400 pages. Ce livre a été réimprimé en 1967, 1998 et 2019.
- 1964 : L'Énergie solaire dans les pays africains, Présence africaine, réédité en 2018.

## Communications scientifiques
- « Nouveaux résultats expérimentaux relatifs à la courbe de répartition de l'énergie du rayonnement concentrée dans le plan focal de miroirs paraboliques précis de type projecteur » de DCACR, Acad. Sciences, Paris, 1966, Th., 263 pages ;
- « Justification théorique des résultats expérimentaux relatifs à la répartition de l'énergie concentrée dans le plan focal de miroirs paraboliques précis », C.R. Hebdomadaire séance Académie de Sciences de Paris, 1966.
- « Analyse des particularités du fonctionnement des radiomètres thermoélectriques à disques récepteurs absorbants en régime permanent et variable », Revue générale de thermique, vol. VII, no 74, février 1968 ;
- « Étude théorique des caractéristiques optiques d'un système de lames électriques : application à la discussion de la polarisation de la lumière par réfraction (piles de glaces) dans le cas de lames à pouvoir absorbant non négligeable », Revue d'optique théorique et expérimentale, T. 47, no 2, février 1968, p. 49-68 et no 3, mars 1968, p. 117-129, Paris ;
- « Contribution à l'étude d'un système thermoélectrique alimentant un réfrigérateur thermoélectrique », Advanced Energy Conversion, Philadelphia, É.-U ;
- « Étude et expérimentation d'un chauffe-eau solaire adapté aux conditions du Sahel », communication au Congrès « Le Soleil au service de l'homme », UNESCO, Paris, 1973 ;
- « Étude et expérimentation d'un miroir cylindro-parabolique », communication au Congrès « Le Soleil au service de l'Homme », UNESCO, Paris, 1973 ;
- « Le moteur solaire ONERSOL[note 2]», conférence sur les applications de l'Énergie solaire. Toulouse, 1977 ;
- « Le capteur solaire ONERSOL », conférence sur les applications de l'Énergie solaire, Toulouse, 1977
- « Les possibilités et limites des énergies renouvelables en Afrique », BAD, Banque Mondiale, PNUD, 1990 ;
- « A solar energy utilization for developing countries », in Solar Energy in Developing countries: perspectives and Prospects: a report of an ad hoc panel of the board on science and technology for international development, National Academy of science, Washington, 1972, p. 32-39 ;
- Brevet d'invention no 55 407 04897 – « Chauffe-eau solaire adapté aux conditions climatiques du Sahel et plus généralement de pays à climat tropical », février 1975, Yaoundé ;
- Brevet d'invention no 55 408 04898 – « Moteur à vapeur de fréon et à taux de détention fonctionnant entre les températures de 180° et 230° à la chaudière et 30°-35° au condenseur », février 1975 ;
- Brevet d'invention no 55 409 04898 – « Ensemble capteur constitué par trois étages de collecteurs plans fixés et un miroir cylindro-parabolique tournant, réalisant une chaudière solaire produisant de la vapeur et de la température », février 1975 à Yaoundé. [se basant sur les annexes 1 à 5].